# Stazione di Leonforte Pirato
La stazione di Leonforte Pirato è una stazione ferroviaria intermedia della ferrovia Palermo-Catania e scalo della città di Leonforte.

## Storia
La stazione, situata sulla linea ferroviaria tra Catania ed Enna, in origine e fino all'inizio degli anni venti, fu denominata Stazione di Leonforte perché al servizio di tale paese. Venne attivata il 15 agosto 1870 in concomitanza con l'apertura della tratta ferroviaria Raddusa-Pirato proprio ai piedi della lunga rampa in ascesa, in corso di costruzione, che conduceva alla stazione di Castrogiovanni. Quando Leonforte, nel 1923, fu raggiunta dalla linea a cremagliera Dittaino-Leonforte ed ebbe la sua stazione alla periferia del centro abitato lo scalo a valle, che si trova molto distante e in aperta campagna sul fianco est del fiume Dittaino, mutò il suo nome in stazione di Pirato assumendo quello della località in cui si trovava lo scalo ferroviario.
La stazione di Pirato fu importante fino agli anni settanta perché era la stazione in cui veniva aggiunta la locomotiva a vapore di spinta ai treni che dovevano affrontare la lunga e difficile salita per Enna. Lo continuò ad essere anche nel periodo della trazione diesel per i treni più pesanti ai quali veniva aggiunta in genere una locomotiva 343 agganciata in coda. Vi fermavano la maggior parte dei treni viaggiatori e ciò le assicurava un discreto traffico viaggiatori; questo tuttavia decrebbe con lo sviluppo del trasporto individuale su strada. A partire dagli anni novanta la stazione ha visto decrescere la sua importanza in quanto che, con l'elettrificazione della linea, è cessato il servizio di spinta ordinario.
La stazione assunse la nuova denominazione di Leonforte Pirato l'11 dicembre 2005.

## Caratteristiche
La stazione di Pirato è ubicata a 335 m s.l.m. ai piedi della lunga rampa in ascesa, che raggiunge il 31 per mille, e conduce alla stazione di Enna. Consta di un binario di corsa e di due binari di incrocio e di precedenza ed alcuni binari passanti e tronchi per servizio merci e ricovero. È dotata di serbatoio di acqua e rifornitore per le locomotive a vapore, sagoma limite, piattaforma girevole e ponte a bilico da 30 t. Adiacenti alla stazione alcuni fabbricati civili con bar e posto di ristoro esterno.
Successivamente all'attivazione del CTC e all'attivazione del telecomando DCO, che ha reso superflua la presenza del Dirigente Movimento, la stazione è divenuta presenziata di giorno ai fini del servizio commerciale.

## Movimento
La stazione era sede di fermata per cinque coppie di treni viaggiatori (di cui una coppia erano diretti) nel periodo antecedente la seconda guerra mondiale; non vi fermavano invece le due coppie di rapidi Catania-Palermo (e viceversa) che erano effettuati con automotrici.
L'offerta d'orario del 1975 prevedeva la fermata di tutte le categorie di treni viaggiatori per complessivi 11 treni ordinari e uno periodico per Agrigento nella direzione Catania-Palermo e di 9, di cui uno periodico proveniente da Agrigento, in senso inverso Palermo-Catania (il rapido 980, effettuato con automotrici ALn 990 non vi effettuava fermata).
L'orario in vigore nel biennio 1981-1983 prevedeva la fermata di tutte le categorie di treni per un totale di 10 nella direzione Catania-Palermo e 9 in senso inverso (erano tuttavia scomparsi dall'offerta i treni rapidi, sostituiti da una coppia di diretti)
Nel 2014 l'offerta prevede la fermata di 6 coppie di treni regionali; nessuno di essi tuttavia raggiunge più Palermo.

## Servizi
- Ristorante-pizzeria